# Браун, Кениел
Кениел Уильям Браун (англ. Kenyel William Brown; 3 июля 1979 — 28 февраля 2020) — американский преступник, который был основным подозреваемым в совершении серийных убийств на территории 3 городов округа Уэйн, штат Мичиган, совершенных с 7 декабря 2019 года по 22 февраля 2020 года. 24 февраля того же года местонахождение Кениела Брауна было установлено полицией. При задержании Браун совершил попытку самоубийства, выстрелив себе в голову.
Он выжил и был доставлен в больницу, где умер через четыре дня, не приходя в сознание. Несмотря на то, что в связи с его смертью обвинения в совершении убийств Брауну никогда не предъявлялись, СМИ прозвали его «Metro Detroit serial killer», так как убийства были совершены на территории региональной агломерации Детройта (англ. Metro Detroit).
Серия убийств вызвала общественный резонанс в Детройте и штате Мичиган, после того как было установлено, что Браун, будучи опасным рецидивистом, был завербован правоохранительными органами и работал полицейским информатором в федеральном агентстве Бюро алкоголя, табака, огнестрельного оружия и взрывчатых веществ, благодаря чему в период с 2017 по 2019 годы совершил несколько правонарушений, но каждый раз избегал уголовной ответственности при поручительстве работодателей из федерального агентства, несмотря на то, что представлял опасность для общества.

## Биография
Кениел Уильям Браун родился 3 июля 1979 года на территории штата Мичиган. Имел несколько братьев и сестер. Детство и юность провел в городе Ривер Руж. Посещал местную школу River Roug High School. В школьные годы Браун успешно занимался баскетболом. Был одарен игровым мышлением и физическими способностями. Несмотря на то, что Кениел демонстрировал неплохой потенциал, в подростковые годы он начал употреблять наркотические вещества, благодаря чему вскоре приобрел наркотическую зависимость. Испытывая материальные трудности, он рано начал вести криминальный образ жизни. В период с 1997 года по 2019 год Браун несколько раз подвергался аресту и уголовной ответственности.

## Криминальная карьера
В августе 1997 года Кениел Браун был арестован по обвинении в нападении с применением оружия. Он был осужден и получил в качестве наказания год лишения свободы, который отбывал в окружной тюрьме округа Уэйн. Он вышел на свободу в 1998 году. В марте 1999 года Браун был арестован за незаконное ношение оружия. Позже ему было предъявлено обвинение в оказании сопротивления при аресте. Кениел признал себя виновным, был условно осужден на 4 года лишения свободы, но уже в октябре 1999 года был снова арестован за незаконное владение тазером и попытку его сбыта. После ареста он стал сотрудничать со следствием, заключив соглашение о признании вины. Он признал свою вину в обмен на дачу показаний против других арестованных, благодаря чему обвинения против него были сняты, и был отпущен на свободу.
В сентябре 2000 года он был арестован за хранение наркотических средств и попытку их сбыта, но снова заключил со следствием соглашение о признании вины и после предоставления информации по известным ему преступлениям в округе Уэйн снова оказался на свободе. В феврале 2001 года Кениел Браун стал виновником ДТП, в результате которого один человек погиб, а другой получил серьезные травмы. Преступник попытался скрыться с места преступления, но был арестован. Ему были предъявлены обвинения в убийстве второй степени, оказании сопротивления при аресте, умышленном нанесении увечий средней тяжести здоровью, вождении без прав и незаконном ношении оружия. Он был осужден и получил в качестве наказания 10 лет лишения свободы. В 2010 году Браун получил условно-досрочное освобождение и вышел на свободу.
В июне 2014 года Браун был снова арестован за незаконное ношение оружия на территории Детройта. При задержании Кениел назвался именем своего погибшего брата и заявил, что страдает психическим расстройством. В марте 2015 года Браун был завербован агентами федерального агентства «Бюро алкоголя, табака, огнестрельного оружия и взрывчатых веществ» и на протяжении пяти последующих лет работал осведомителем. На основании положений закона «Armed Career Criminal Act», ему грозило пожизненное лишение свободы, но в июне 2015 года Верховный Суд США признал некоторые положения этого закона неконституционными, благодаря чему Браун признал себя виновным в совершении преступления и получил на основании признания 1 год 9 месяцев лишения свободы с установлением испытательного срока в виде двух лет.
В феврале 2017 года, отбыв 14 месяцев в заключении, он вышел на свободу, но уже в мае из-за нарушения условий условно-досрочного освобождения был вновь арестован и возвращен в тюрьму, но благодаря вмешательству покровителей из федерального агентства оказался на свободе уже в июле того же года. В течение последующих лет Кениел Браун неоднократно нарушал условия условно-досрочного освобождения, но каждый раз избегал уголовной ответственности в связи со своим статусом осведомителя ФБР. В июле 2018 года он был арестован за вождение в нетрезвом виде в городе Линкольн-Парк. В период с сентября по ноябрь того же года он еще пять раз подвергался аресту, в каждом из котором он вынужден был сдать тест на наркотики, который давал положительный результат. В январе 2019 года он в очередной раз был арестован в состоянии наркотического опьянения, после чего судом ему было назначено регулярное обязательное посещение врача-нарколога. Кениел пропустил четыре запланированных сеанса, после чего 22 февраля 2019 года был выдан ордер на его арест.
Он был арестован через месяц, ему было инкриминировано нарушение условий условно-досрочного освобождения. В мае 2019 года ему было назначено принудительное лечение наркозависимости, после чего он был этапирован в наркологическую клинику, расположенную в пригороде Детройта под названием Мэдисон-Хайтс, где он пробыл 21 день и был освобожден 12 июня того же года. Две недели спустя он был арестован в городе Хейзел Парк за вождение без прав в нетрезвом виде. Он был осужден 5 сентября 2019 года и приговорен к 72 дням лишения свободы, после чего был этапирован в окружную тюрьму округа Окленд, но уже 29 октября того же года вышел на свободу из-за вмешательства работодателей из федерального агентства.

## Серия убийств
Серия убийств началась 7 декабря 2019 года, когда Браун застрелил 31-летнюю Лорен Хаттингтон на территории Ривер-Руж. 30 января 2020 года Браун посетил друзей юности 48-летнего Дориана Паттерсона и его брата Джеральда для совместного распития спиртных напитков. После того как Джеральд Паттерсон покинул дом и отправился на работу, в дом явились 52-летняя Кимберли Грин и 44-летний Клифтон Смит, где поздно вечером между ними и Брауном произошла ссора, в результате которой Браун застрелил Кимберли Грин, Дориана Паттерсона и ранил Клифтона Смита, который сумел покинуть место преступления и заявить в полицию о случившемся, после чего на основе его показаний и показаний Джеральда Паттерсона Кениел Браун был объявлен в розыск
18 февраля того же года Кениел Браун при попытке ограбления застрелил на территории города Хайленд Парк 49-летнего Гарсиуса Вудэрда. 20 февраля 2020 года возле одного из магазинов Детройта был застрелен 41-летний Амира Такстон, у которого после убийства были похищены деньги и другие вещи, представляющие материальные ценности. Такстон был знаком с Брауном. В день убийства Кениел посещал Амира Такстона и попал на запись камер видеонаблюдения, как и его автомобиль, на котором он передвигался, на основании чего следствие стало подозревать его в убийстве Такстона. Через два дня, при попытке угнать автомобиль, Браун застрелил 36-летнего Юджина Дженнингса, который по версии следствия стал его последней жертвой.

## Смерть
24 февраля 2020 года Кениел Браун в дневное время суток явился в один из книжных магазинов в пригороде Детройта под названием Оак Парк. Он был опознан двумя работниками магазина, которые вызвали полицию. Браун не смог скрыться до приезда полиции, которая вскоре оцепила несколько кварталов и начала поисковую операцию по его задержанию. Браун совершил попытку выйти из оцепления через территории частных домовладений, но был замечен жильцами, после чего был окружен сотрудниками правоохранительными органами на заднем дворе одного из домов. При попытке задержания он совершил попытку самоубийства, выстрелив себе в голову. Он оставался жив еще в течение четырех дней, но из-за осложнений умер 28 февраля того же года.